# Uhrturm von Pasardschik

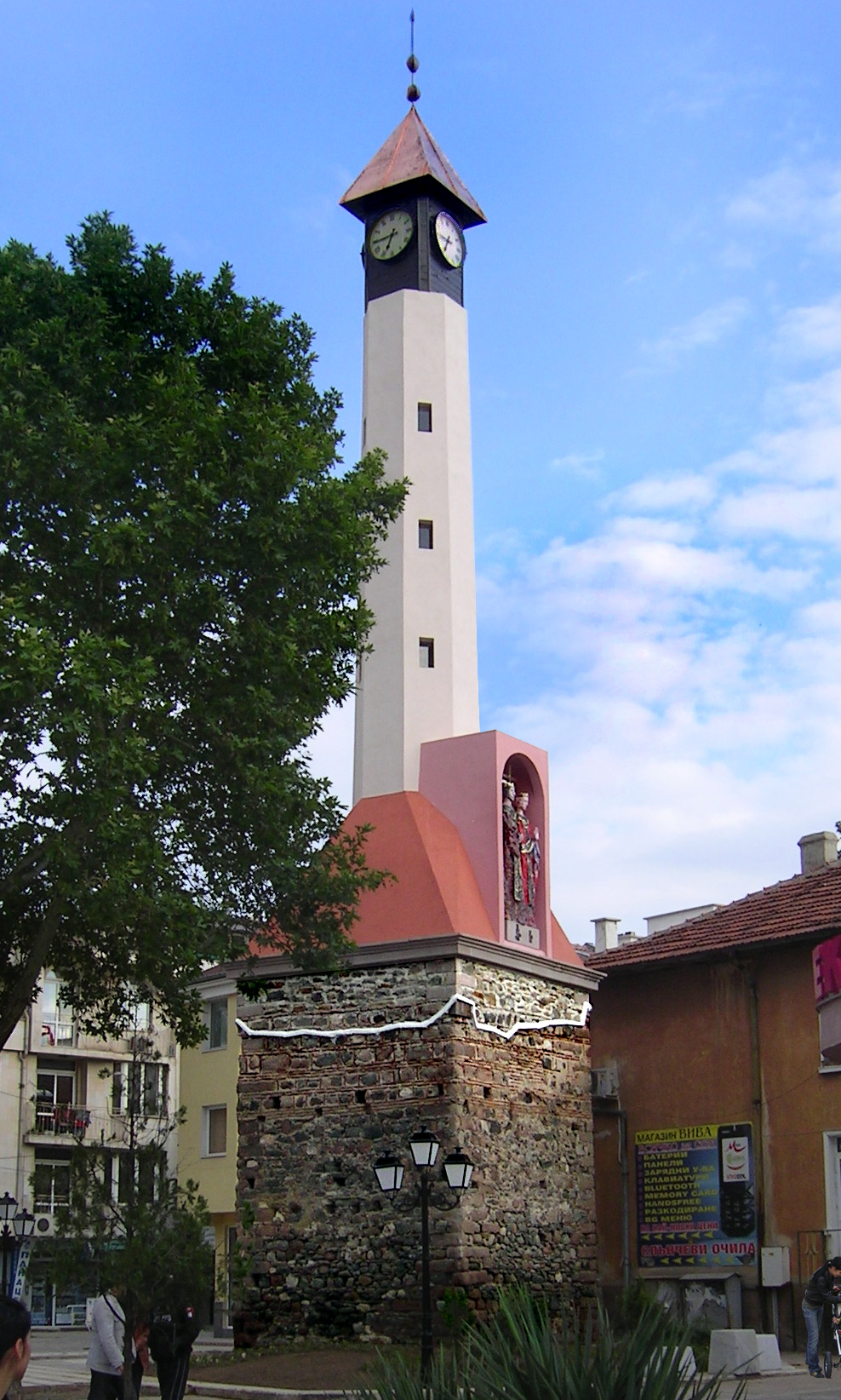
Der rekonstruierte Uhrturm von Pasardschik

Uhrturm von Pasardschik (bulgarisch Часовникова кула в Пазарджик) ist ein Uhrturm in der zentralbulgarischen Stadt Pasardschik. Vorgängerbauten wurden während der osmanischen Herrschaft über die Stadt, die zu diesem Zeitpunkt Tatar Pazarcik hieß, in den Jahren 1664 und 1741 errichtet. Der 1924 teilweise zerstörte Turm wurde 2010 wieder errichtet. Er ist heute 27 m hoch.

## Lage
Der Uhrturm von Pasardschik befindet sich im Zentrum der Altstadt am Saedinenie-Platz (bulg. площад "Съединение", dt. Platz der Vereinigung) gegenüber dem Polizeigebäude.

## Geschichte
Pasardschik war während der osmanischen Zeit ein Handelszentrum und Verkehrsknotenpunkt, wo die „Große Heerstraße“, die Via Militaris, auf die von den Osmanen errichtete Karawanenstraße Sarajevo-Priština-Skopje-Kjustendil-Samokow-Tatar Pazarcik-Konstantinopel traf. Die Stadt wurde 1485 an der Gabelung der Straßen gegründet. Bereits 1664 wurde ein Uhrturm (Sahat-Kula) errichtet.
Der Vorgängerbau des heutigen Uhrturms aus dem Jahr 1741 diente als Stadtuhr. Man nimmt heute an, dass sein Grundriss ein sechs-, acht- oder zwölfeckiges Prisma darstellte. Der eigentliche Turm befand sich auf einer 6 m hohen Plattform in Form eines Parallelepipeds. Das Uhrwerk befand sich in einer Nische in einen pyramidenförmigen Sockel auf der Plattform. Über dem Uhrwerk war folgende Inschrift angebracht:
| Bulgarisch: “Честния Ибрахим ага Хайрулов ни удостои с направата на този часовник, който бие час по час и весели града” | deutsche Übersetzung: „Der ehrenwerte Ibrahim Aga Hajrulow hat uns mit der Errichtung dieser Uhr geehrt, welche Stunde für Stunde läutet und der Stadt Freude bringt.“ |

und das Baujahr nach dem osmanischen Kalender: 1154. Die einzigen bekannten Bilddarstellungen dieses Uhrturms sind eine Fotografie des Historikers Iwan Batakliew aus dem Jahr 1923 und ein Gemälde des Malers Stojan Wasilew. Laut Batakliew wurde dieser Uhrturm 1924 bis auf die Grundplattform zerstört. Anderen Berichten zufolge stürzte der Turm während des verheerenden Erdbebens von Tschirpan von 1928 ein. Die Glocke des Turms wurde bis in die 1980er Jahre in der Schule „Georgi Bregow“ aufbewahrt, seitdem gilt sie als verschollen.

## Rekonstruktion
Die Rekonstruktion des Uhrturms erfolgte auf Initiative des „Rotary Clubs Pasardschik“. Das Projekt sollte sich so nahe wie möglich an das Original halten. Seine Erarbeitung, Sicherstellung der Finanzierung und die Untersuchungen zum alten Bau dauerten etwa sieben Jahre, bevor die Bauarbeiten am 24. Mai 2009 begannen. Bei der Zeremonie wurde eine Kapsel mit der Geschichte des Turms und der Liste der Initiatoren und Stifter eingemauert. Auch während des Baus wurden weiter Spenden gesammelt und am 21. Mai 2010 wurde der Turm eingeweiht.
Beim Bau des heutigen Uhrturms wurde die bestehende 6 m hohe, an einigen Stellen ausgebesserte Plattform genutzt. Über ihr wurde eine 6 m hohe Pyramide errichtet, die den Übergang zum oktogonalen Prisma bildet. In der Nische, in der sich beim Vorgängerbau das Uhrwerk befand, wurden von Stefan Ljutakow gefertigte Skulpturen der städtischen Schutzpatrone, des heiligen Konstantin und der heiligen Helene, angebracht. Das ca. 10 m hohe oktogonale Prisma ist mit einer Metalltreppe ausgestattet. Zur Beleuchtung wurden kleine Fenster in die Wände eingelassen. An der Spitze des Turms befinden sich vier in der Schweiz gefertigte Uhren. Mit dem Blitzableiter auf der Spitze des Turms hat er eine Höhe von 27 m.